# ساندرا پرکوویچ
ساندرا پرکوویچ (به کرواتی: Sandra Perković) (زادهٔ ۲۱ ژوئن ۱۹۹۰، زاگرب) ورزشکار زن اهل کرواسی در ورزش دو و میدانی، رشتهٔ پرتاب دیسک است.
او در المپیک ۲۰۱۲ لندن و المپیک ۲۰۱۶ ریو، صاحب مدال طلا در رشتهٔ پرتاب دیسک شده‌است.
وی همچنین مدال طلای پرتاب دیسک مسابقات قهرملنی دو و میدانی ۲۰۱۷ لندن را به دست آورده‌است.